# Sieć monitoringu podstawowego
Sieć monitoringu podstawowego – badania tego rodzaju umożliwiają kontrolę ilości i jakości wód, obejmują 42 rzeki ważne gospodarczo dla kraju. Sieć podstawową tworzy 1027 przekrojów pomiarowych. Badania wykonywane jeden lub dwa razy w miesiącu uwzględniają oznaczanie 23 parametrów jakości.
Metody analityczne stosowane w badaniach jakości wód są jednolite i zgodne z Polską Normą. Wyniki oceny stanu zanieczyszczenia wód umożliwiają zaliczenie odcinków rzek do poszczególnych klas czystości.